# Bruno Varalli
Bruno Varalli (Milano, 7 marzo 1903 – Milano, 4 aprile 1972) è stato un calciatore italiano, di ruolo difensore.

## Carriera
Fino al 1922 gioca nell'Unione Sportiva Sestese.
Dalla stagione 1922-1923 alla stagione 1925-1926 disputa complessivamente con il Novara 38 partite in massima serie.